# China Zun
China Zun eller CITIC Tower eller Z15 (中国尊; Zhōngguó Zūn) är en skyskrapa i Peking i Kina. China Zun är 528 m hög och har 108 våningar över marknivå och 8 våningar under marknivå. China Zun ligger i Pekings centrala finansdistrikt (CBD) i Guomao i östra Peking är Pekings i särklass högsta byggnad. China Zun är en del i expansionen av Pekings centrala finansdistrikt som initierades 2010.
Byggnationen påbörjades 2012. I augusti 2017 nådde byggnaden sin fulla höjd av 528 m. I China Zun finns kontor, konferenslokaler, hotell, lägenheter och observatorium fördelade på 437 000 m2. På våningarna 105-106 återfinns observatoriet.
China Zun har en konkav rund mjuk form med en avsmalnande midja tänkt att efterlikna ett antikt ceremoniellt kinesisk vinkärl (zun) vilket gett byggnaden dess namn. Vid marknivå är byggnaden 78 m bred och den har sin smalaste punkt 385 m över marknivå där den är 54 m bred, och bredden vid byggnadens topp är 69-70 m.

## Kontroverser
Hongkongbaserade Ming Pao rapporterade i april 2018 att de tre översta våningarna i China Zun kommer att bli exproprierade av den nationella säkerhetsapparaten på grund av att Zhongnanhai, som bland annat är bostad för Kinas president, är synligt från toppen av byggnaden. Utsikten från de högsta våningarna kommer att begränsas i riktning mot Zhongnanhai.

## Höjdranking
Ranking 2022:

Nr. 1 högst i Peking.

Nr. 5 högst i Kina.

Nr. 6 högst i Asien.

Nr. 9 högst i världen.

## Galleri

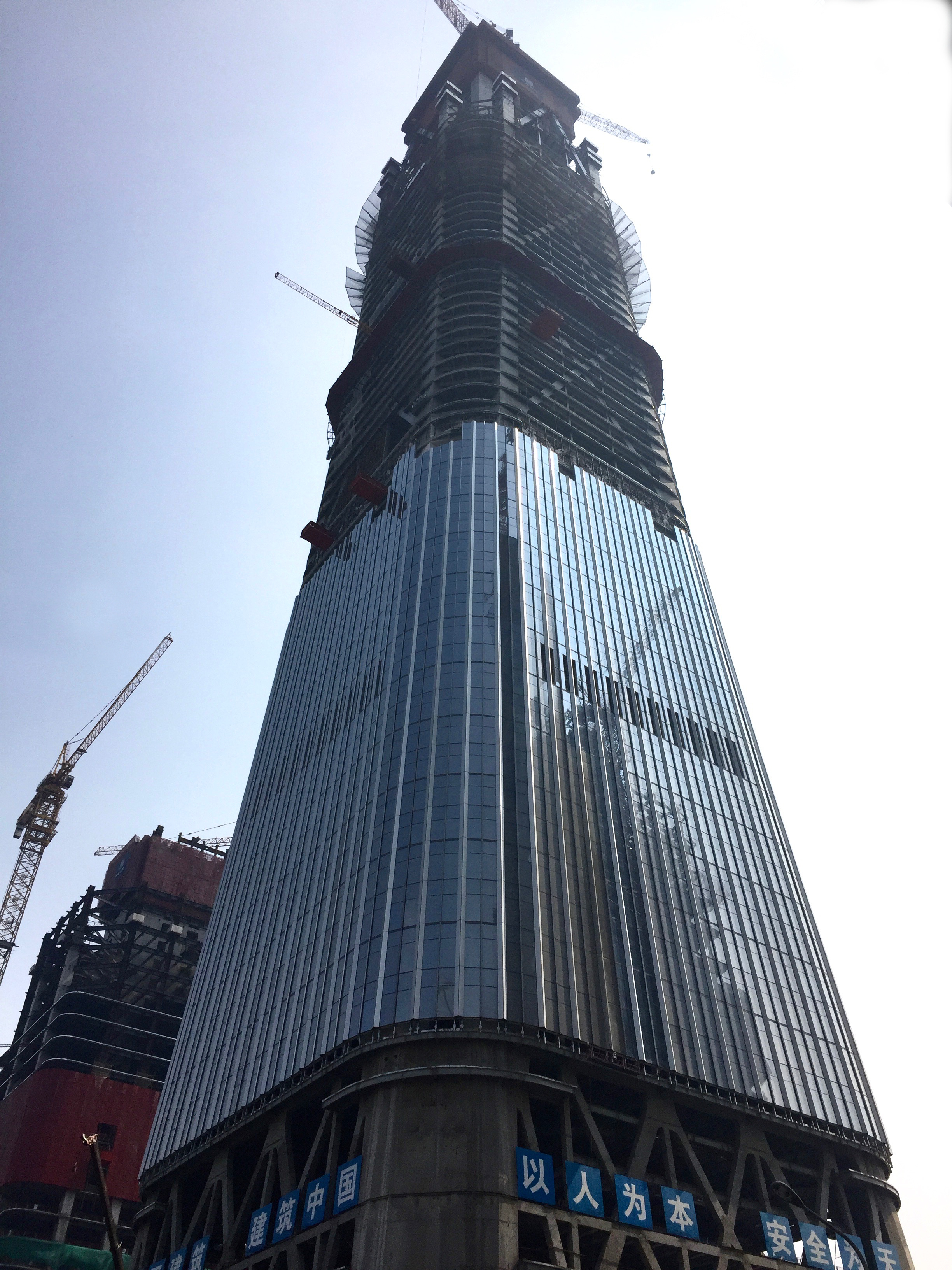
China Zun under pågående uppförande (september 2016).
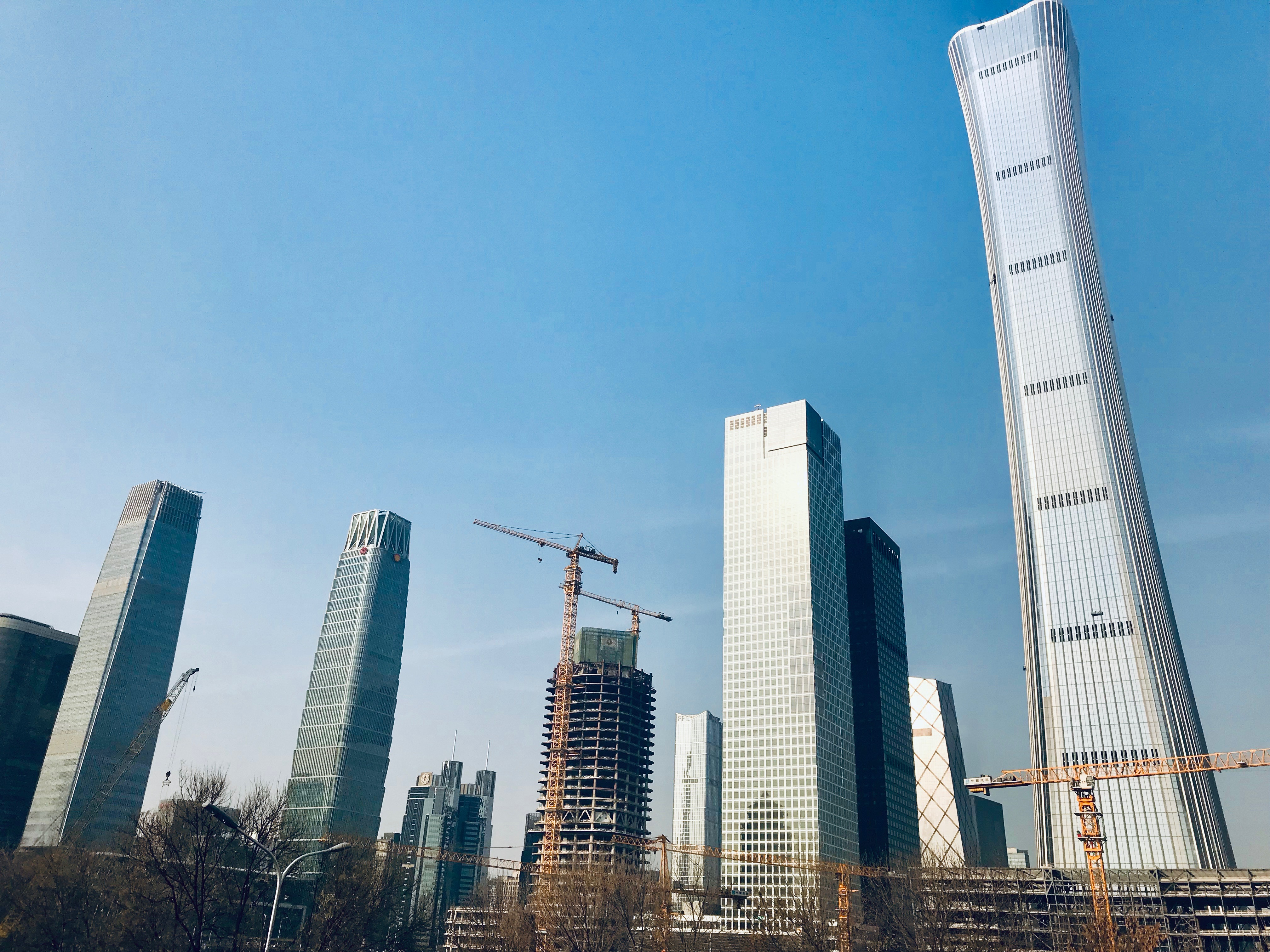
China Zun i Pekings centrala finansdistrikts skyline (januari 2019).
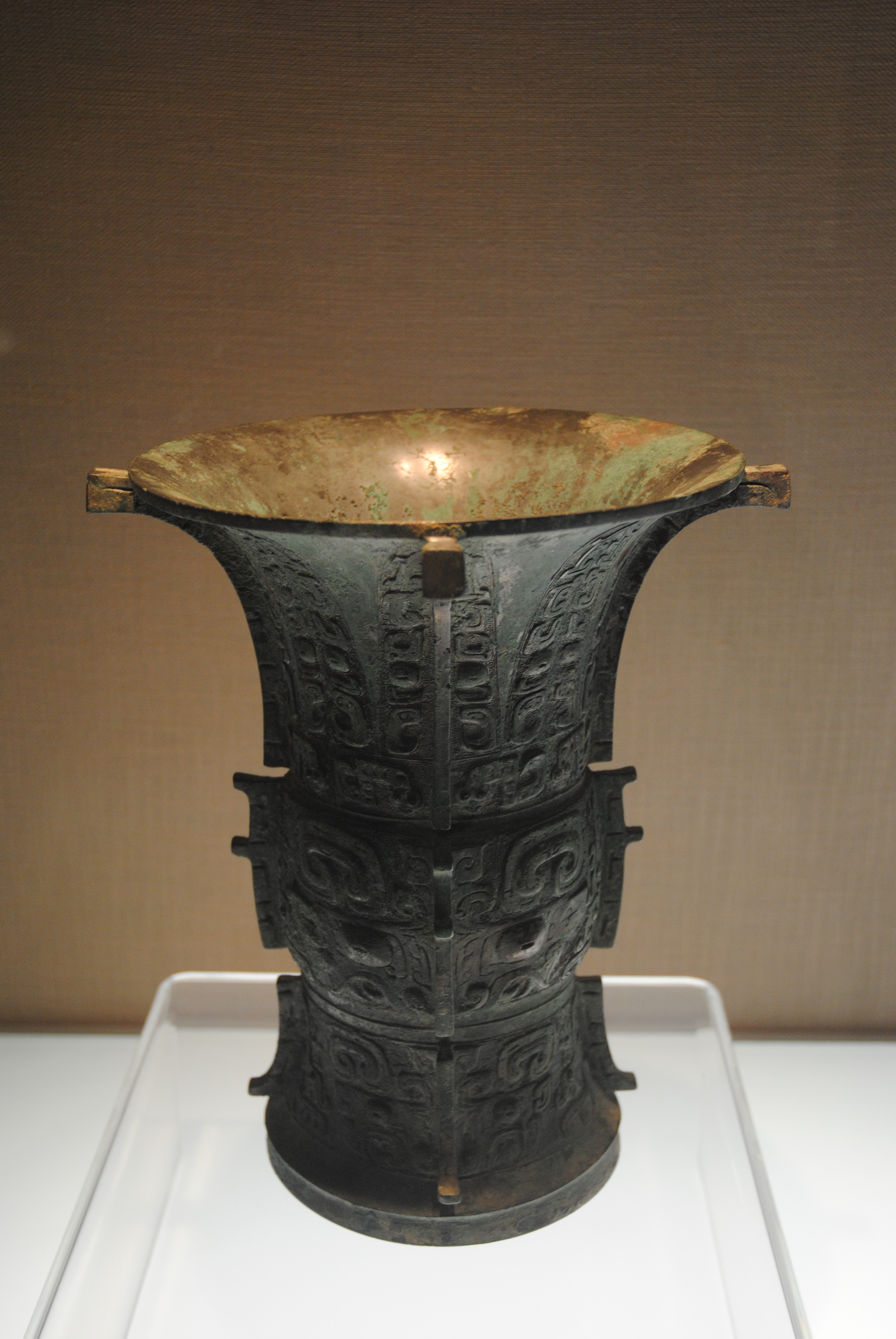
Exempel på kinesiskt kärl "Zun".